# Lauenburg/Elbe

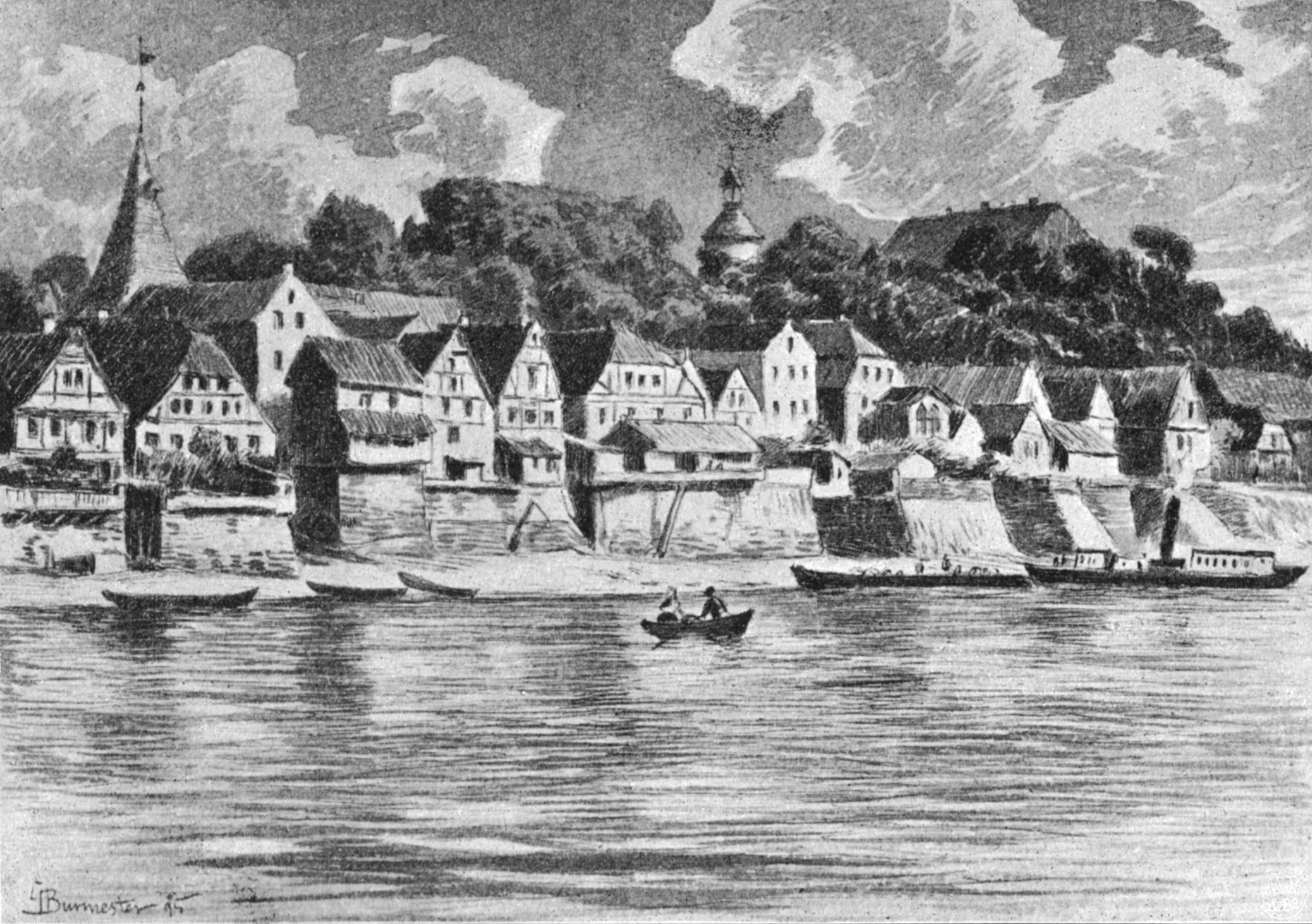
Lauenburg/Elbe um 1895

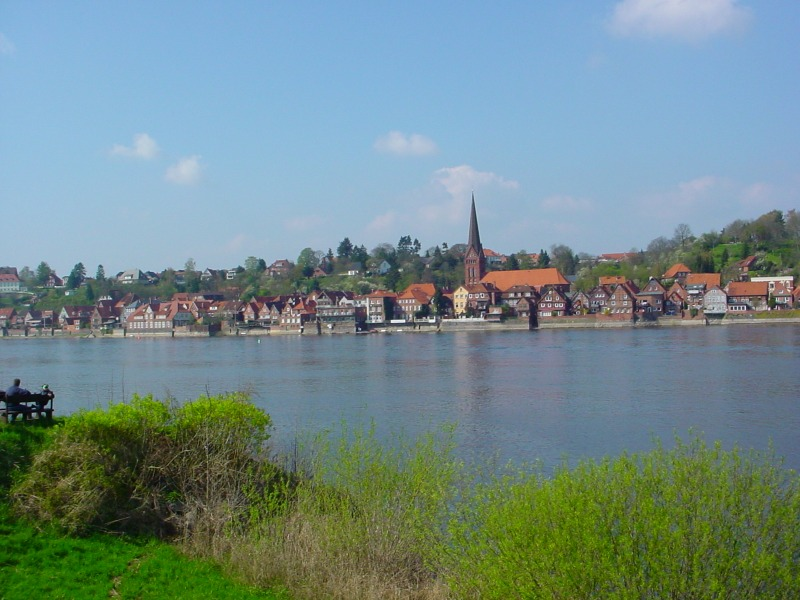
Lauenburg/Elbe

Lauenburg/Elbe (plattdeutsch: Loonborg) ist eine Kleinstadt im Kreis Herzogtum Lauenburg in Schleswig-Holstein. Lauenburg/Elbe, die südlichste Stadt Schleswig-Holsteins, liegt etwa 40 km südöstlich von Hamburg an der Elbe im Dreiländereck Schleswig-Holstein – Niedersachsen – Mecklenburg-Vorpommern.

## Geographie
Lauenburg liegt am nördlichen rechten Ufer der Elbe, die hier die Grenze zwischen Schleswig-Holstein und Niedersachsen bildet. Im Stadtgebiet zweigt der Elbe-Lübeck-Kanal ab, der der Ausbau der Delvenau ist und über die historische Palmschleuse schiffbar war. Etwa drei Kilometer westlich, im niedersächsischen Artlenburg, schafft der Elbe-Seitenkanal eine Verbindung der Elbe zum Mittellandkanal. Südöstlich von Lauenburg befindet sich das Dreiländereck Schleswig-Holstein – Niedersachsen – Mecklenburg-Vorpommern.
Der nördlich der Elbe verlaufende Wanderweg führt zur ehemaligen Mündung der Möllner Schmelzwasserrinne in das Urstromtal der Elbe. Hier ragt der Rücken der Geest rund 68 m hoch über der Elbniederung auf. Die Elbe hat hier im Laufe der Zeit ein hohes Steilufer herausgebildet.
Die Stadt ist Namensgeberin der naturräumlichen Haupteinheit Lauenburger Geest (Nr. 696) der Gruppe Südholsteinischen Geest in deren Gebiet sie liegt.

## Namensgebung
Der Name Lauenburg war ursprünglich „Polabenburg“ und bezeichnete die Burg, die Bernhard von Askanien im Lande des slawischen Stammes der Polaben (Bewohner an der Elbe, altslawisch labe) im Jahre 1181/1182 anlegte und nach der die Stadt und das Land selbst später benannt wurden.

## Geschichte

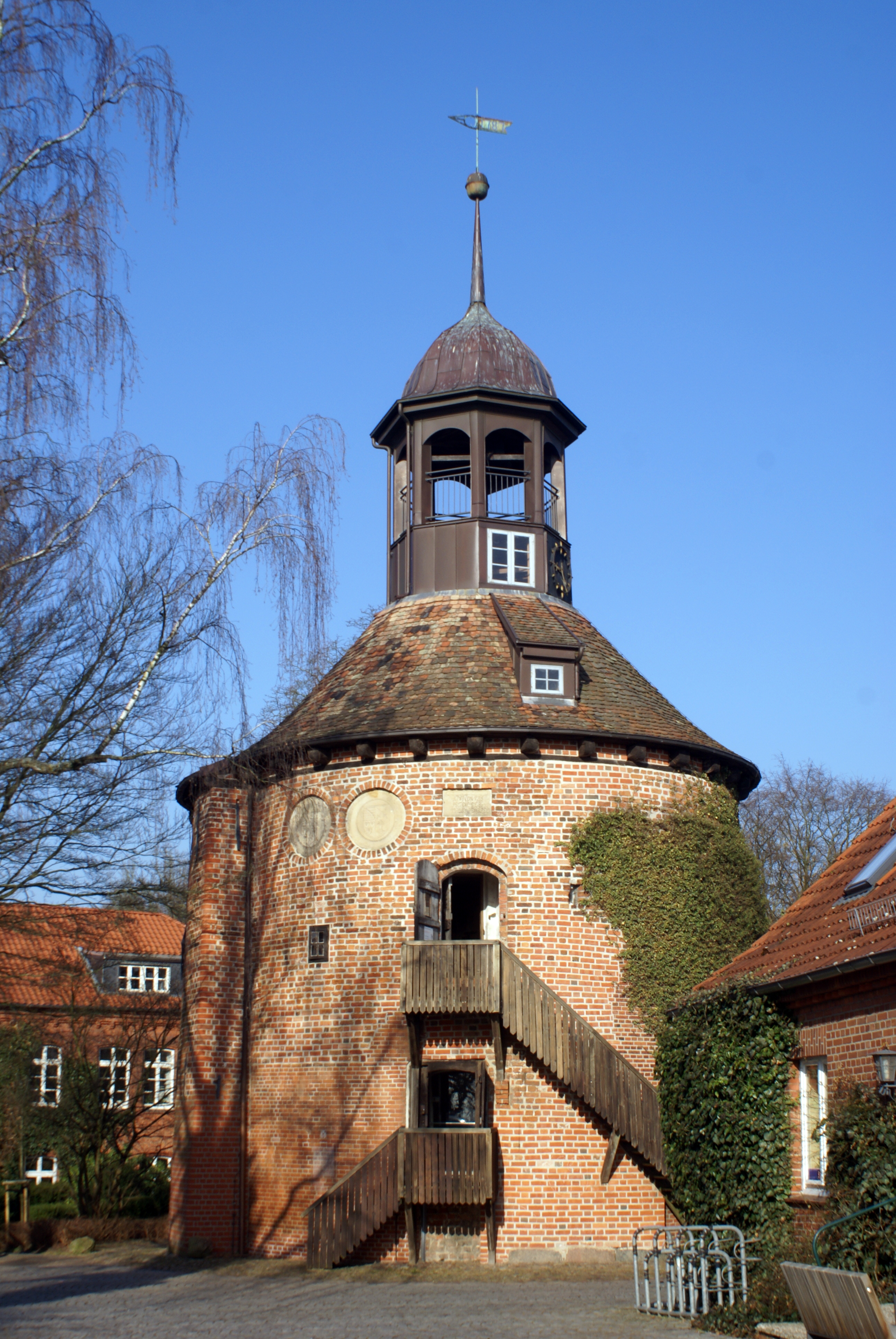
Turm als Überrest des zerstörten Lauenburger Schlosses

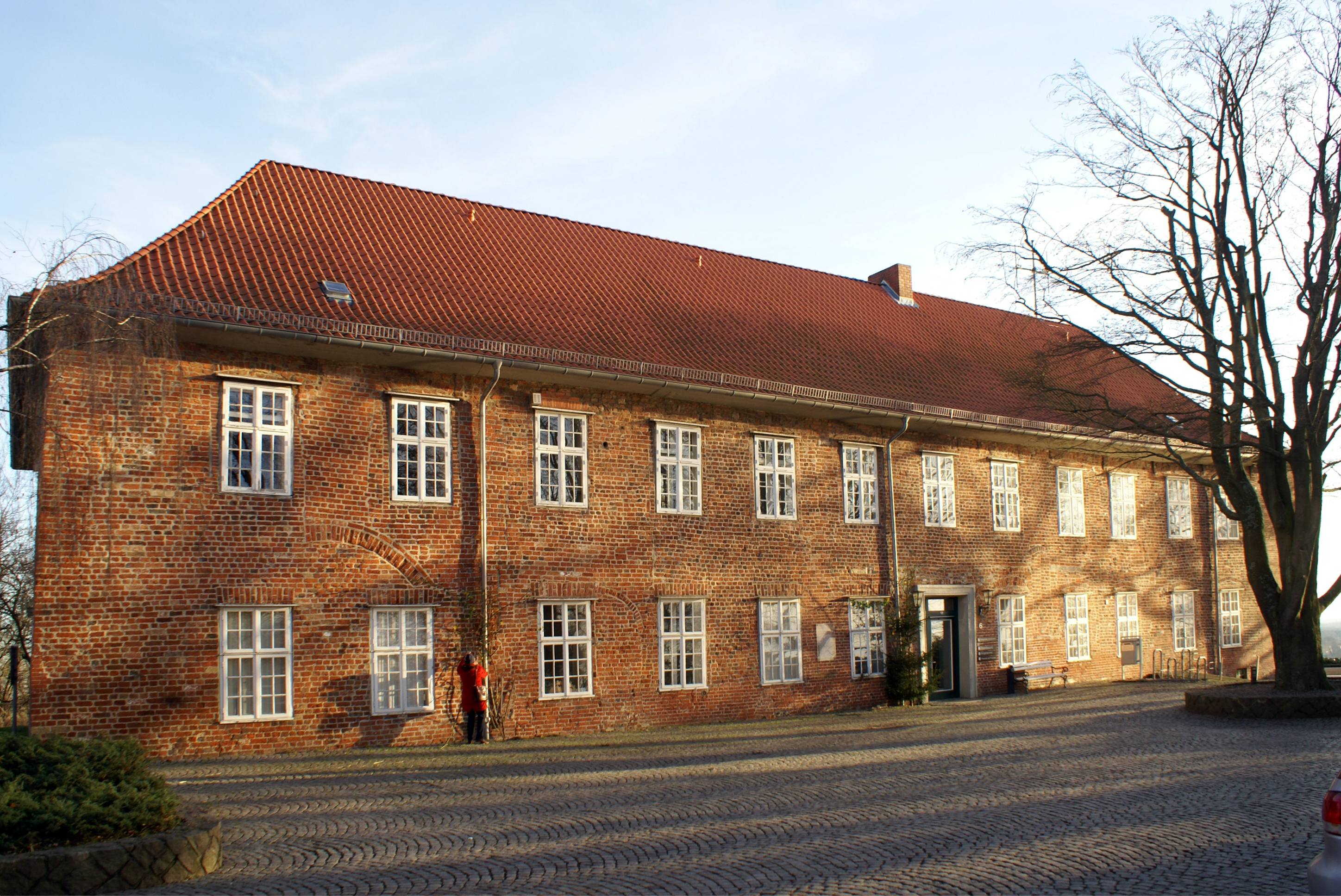
Lauenburg, Schloss, Rathaus

### Gründung
Als gesichert gilt, dass Lauenburg bereits 1260 das Stadtrecht besaß. Die Stadt Lauenburg feierte deshalb 1960 auf der Grundlage eines Dokuments aus dem Jahr 1260 den 700. Geburtstag.
Andererseits geht Wichmann von Meding nach seiner neueren Forschung davon aus, dass die Stadt von den Dänen 1209 gegründet wurde. Sie hatten sich unter König Knut VI. der Grafschaften Holstein und Ratzeburg und 1199 der Lauenburg bemächtigt, die zuvor in Hand der Welfen war. Ältere Quellen weisen darauf hin, dass Herzog Albrecht I. nach dem Sieg bei Bornhöved (1227) unterhalb der Burg eine Stadt anlegen wollte. Der erste Pfarrer der Kirche wurde erstmals 1243 erwähnt. Das Stadtrecht erhielt Lauenburg vor dem Jahr 1260.

### Herzogtum
Die Stadt Lauenburg war bis 1689 die Hauptstadt des gleichnamigen Herzogtums, wobei das Gebiet des alten Herzogtums weitgehend mit dem heutigen Kreis Herzogtum Lauenburg übereinstimmt. Lauenburg war auch Sitz des Amtes Lauenburg. Im Mittelalter war Lauenburg ein wichtiger Handelspunkt am Stecknitzkanal, der hier von der Elbe abzweigte. Die Alte Salzstraße überquerte die Elbe vier Kilometer westlich unterhalb der Ertheneburg bei Schnakenbek.
Im Jahr 1635 wurde die Schifferbrüderschaft gegründet, ursprünglich ein Zusammenschluss von Schiffern und Schiffsbediensteten, die in der Stadt Lauenburg ansässig waren. Sie existiert bis heute und feiert jedes Jahr im Januar das Fest der Schipperhöge mit einem Umzug durch die Stadt.
Am 10. Juni 1666 wurde die heute noch existierende Lauenburger Schützengilde gegründet.

### Französische Zeit
Nach der Konvention von Artlenburg wurde das Herzogtum Lauenburg durch französische Truppen besetzt und von 1810 bis 1813 ins französische Kaiserreich eingegliedert und dem Département des Bouches de l’Elbe zugeschlagen. Im Gefecht um Lauenburg am westlichen Ortsrand von Lauenburg kämpften am 17. und 19. August 1813 alliierte Truppen gegen die aus Hamburg anrückenden napoleonischen Einheiten unter Marschall Davout.

### Preußische Zeit
1865, nach dem Deutsch-Dänischen Krieg, kam mit dem Vertrag von Gastein Schleswig zu Preußen, Holstein zu Österreich, Lauenburg wiederum zu Preußen.
Am 18. Februar 1872 wurden die drei Vorstadtgemeinden Unterberg, Hohlenweg und Oberbrücke mit der Stadt Lauenburg vereinigt.

### Nationalsozialistische Zeit
Von 1934 bis 1940 war Kurt Petersen, Jurist und NSDAP-Mitglied, Bürgermeister von Lauenburg. 1934 entstand auch in Lauenburg ein ziviler Luftschutz. Während des Zweiten Weltkriegs blieb die Stadt dann aber weitgehend von Zerstörungen verschont. Zwar flogen alliierte Flugzeuge häufig über Lauenburg auf dem Weg nach Hamburg, doch Bomben warfen sie dabei keine ab. 1941 soll es lediglich einen Angriff auf das örtliche Elektrizitätswerk gegeben haben.
Deutschland verlor 1945 den Zweiten Weltkrieg und es wurde schrittweise besetzt. In den letzten Kriegstagen rückten die alliierten Truppen immer weiter nach Norden vor. Die Wehrmacht zog sich über die Elbe nach Norden zurück. Im Kreis Herzogtum Lauenburg begannen im April die Vorbereitungen auf die zu erwartenden Kämpfe. Stellungen, Schützenlöcher, Schützengräben und mit Minen ausgestattete Panzersperren wurden eingerichtet. Auch einige Brücken wurden für Sprengungen vorbereitet. Deutsche Pioniere sprengten am 19. April die Lauenburger Elbbrücke. Zu diesem Zeitpunkt standen schon britische Streitkräfte auf der Lauenburg gegenüberliegenden Elbseite bei Hohnstorf und Sassendorf. Die britischen Truppen überquerten die Elbe in der Nacht vom 28. auf den 29. April 1945 bei Artlenburg und Schnakenbek. Noch am folgenden Vormittag wurde Lauenburg eingenommen. Danach rückten sie nach Westen gegen die Dynamitfabrik Krümmel und Geesthacht vor, wo Kampfgas gelagert wurde. Nach Norden erreichten sie Lübeck am 2. Mai 1945. Am selben Tag flüchtete die geschäftsführende Reichsregierung aus dem Raum Eutin-Plön vor den herannahenden britischen Truppen weiter in den Sonderbereich Mürwik. Nur zwei Tage später erfolgte die Teilkapitulation der Wehrmacht für Nordwestdeutschland, Dänemark und die Niederlande.

### Lauenburg in Schleswig-Holstein
1951 wurde die neue Elbbrücke fertiggestellt. Am 12. März 1953 schoss eine sowjetische MiG-15 an der Elbe bei Lauenburg in Grenznähe zur DDR ein britisches Militärflugzeug ab.
Seit 1995 gehört Lauenburg zur Metropolregion Hamburg. Am 25. Mai 2009 erhielt die Stadt den von der Bundesregierung verliehenen Titel „Ort der Vielfalt“.

## Konfessionsstatistik
Zum 1. Januar 2018 waren 37,2 % Einwohner evangelisch und 5,6 % römisch-katholisch. 57,2 % gehörten anderen Konfessionen oder Glaubensgemeinschaften an oder waren konfessionslos. Die Zahl der Protestanten und Katholiken ist seitdem gesunken. Zum 1. März 2022 waren 32,2 % der Einwohner evangelisch, 5,4 % katholisch und 62,3 % gehörten anderen Konfessionen oder Glaubensgemeinschaften an oder waren konfessionslos.

## Politik

### Stadtvertretung
Die Stadtvertretung ist die kommunale Volksvertretung der Stadt Lauenburg/Elbe. Über die Zusammensetzung entscheiden die Bürger alle fünf Jahre. Die letzte Kommunalwahl fand am 14. Mai 2023 statt. Diese führte bei einer Wahlbeteiligung von 34,9 % zu nebenstehender Zusammensetzung der Stadtvertretung.

### Bürgermeister
Bürgermeister war ab 2011 Andreas Thiede (parteilos). Am 27. November 2016 wurde er mit 86,8 % der abgegebenen Stimmen im Amt bestätigt und trat seine neue Amtszeit am 1. April 2017 an. Seit dem 1. April 2023 ist Thorben Brackmann (CDU) neuer Bürgermeister von Lauenburg.

### Wappen
Blasonierung: „In Silber eine rote Burg mit goldenem Tor in der Mauer und zwei spitz bedachten Zinnentürmen; zwischen ihnen schwebend ein gespaltener Schild: vorn in Silber ein halber roter Adler am Spalt, hinten neunmal geteilt von Schwarz und Gold, überdeckt mit schrägem, gebogenem grünen Rautenkranz.“
Alternativ dazu heißt es in der Hauptsatzung der Stadt: „Das Wappen der Stadt Lauenburg/Elbe zeigt in Silber über einer roten Zinnenmauer mit geschlossenem goldenen Tor zwei rote Zinnentürme mit spitzem, blauen Dach, zwischen denen ein gespaltener Schild schwebt, der rechts in Silber einen halben, goldenbewehrten, roten Adler am Spalt zeigt und der links zehnmal von schwarz und gold geteilt ist, überdeckt von einem schrägrechten, grünen Rautenkranz.“

### Verwaltungsgemeinschaft
Lauenburg/Elbe führt im Rahmen einer Verwaltungsgemeinschaft die Verwaltungsgeschäfte des Amts Lütau.

### Städtepartnerschaften
- Boizenburg/Elbe (Deutschland)
- Lębork (Polen)
- Dudelange (Luxemburg)
- Manom (Frankreich)

(Quelle unter)

### Patenschaften
Am 5. Mai 1960 übernahm die Stadt Lauenburg die Patenschaft für den Tender Elbe der Bundesmarine. Mit Indienststellung des neuen Tenders Elbe im Jahr 1992 wurde diese Tradition fortgeführt.

## Kultur und Sehenswürdigkeiten

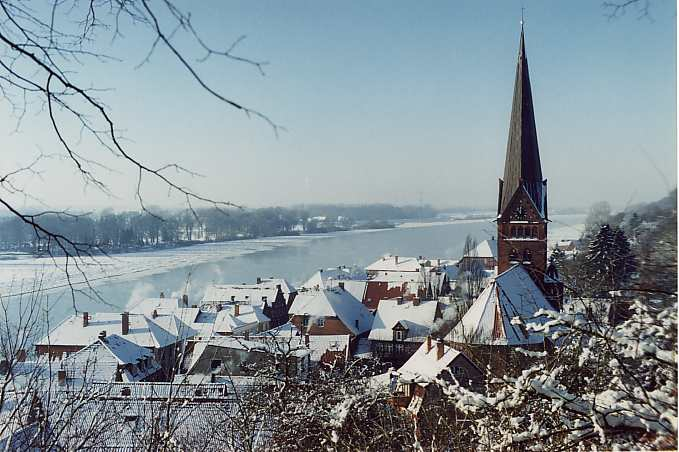
Winterlicher Blick auf Lauenburg mit der Maria-Magdalenen-Kirche

### Altstadt

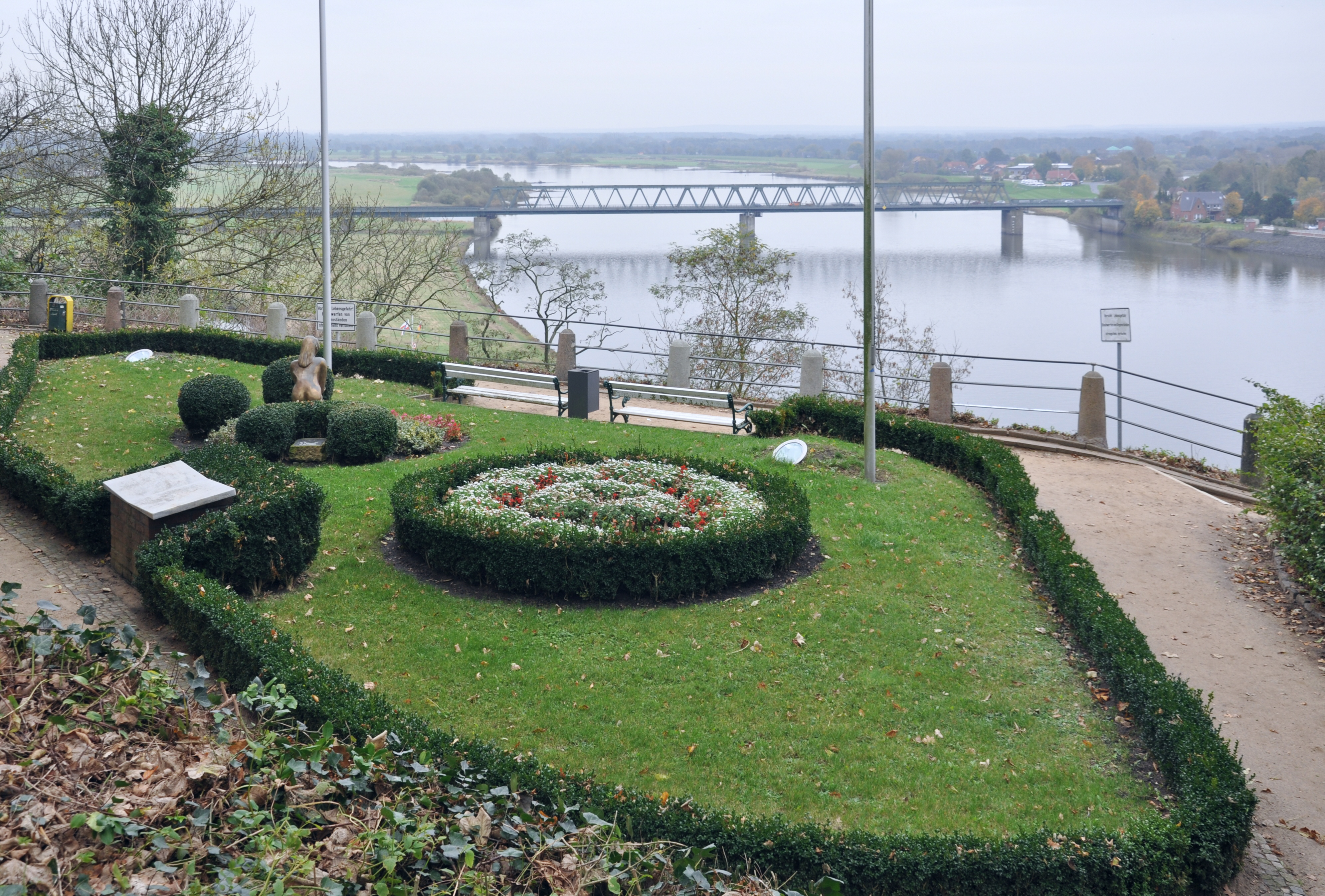
Aussichtsterrasse beim Schloss mit Blick auf die Elbe

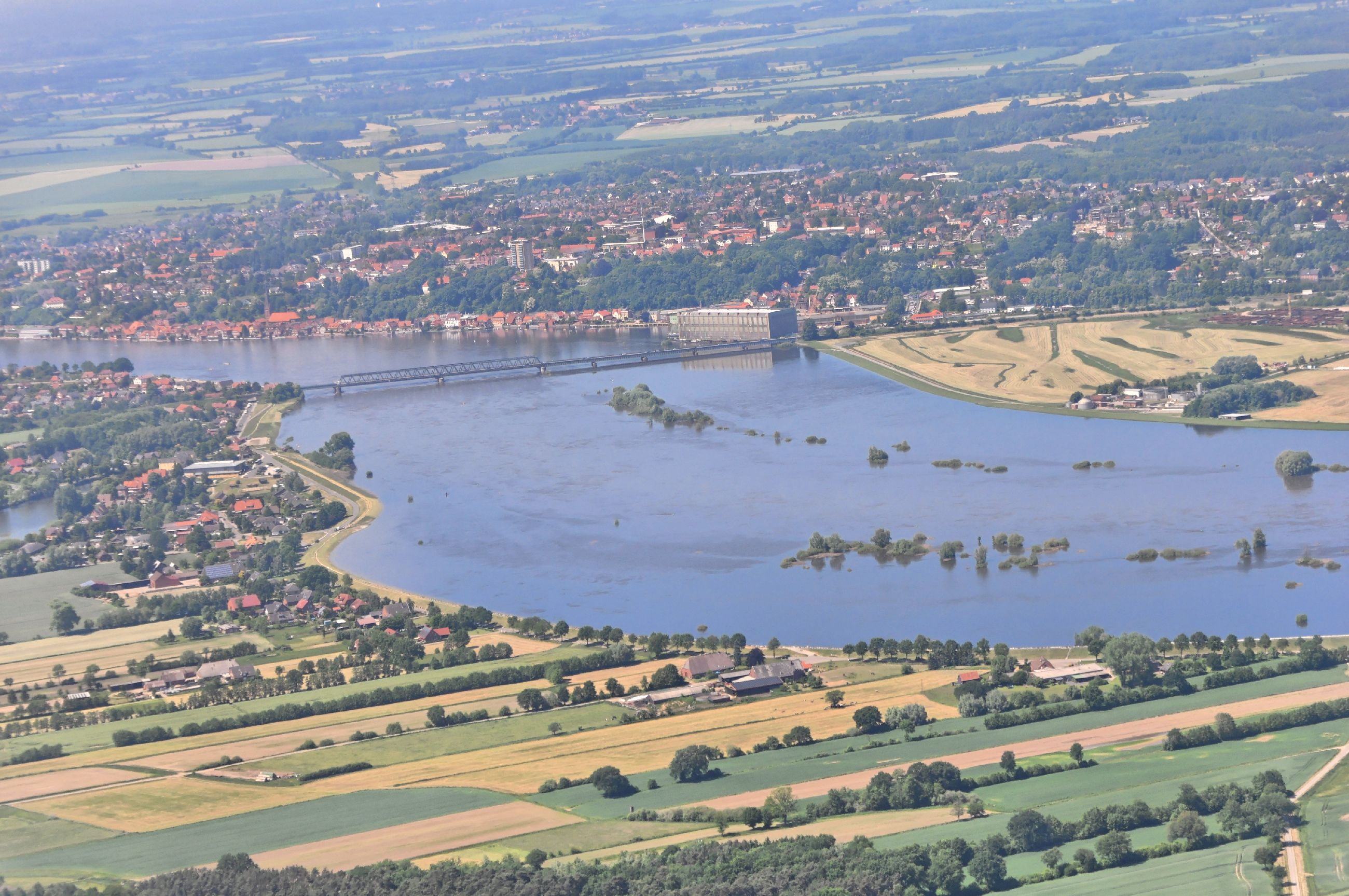
Die Elbbrücke, dahinter Lauenburg

Die Stadt besitzt eine sehenswerte Altstadt. In der Nähe am Beginn des alten Stecknitz-Kanals befindet sich die Palmschleuse, die älteste erhaltene Kesselschleuse Deutschlands. Sehenswert ist auch die Maria-Magdalenen-Kirche, die etwa 1220 gegründet wurde und ein bedeutsames Baudenkmal aus dem 13. Jahrhundert darstellt. Auf dem Schlossberg finden sich die Überreste des Lauenburger Schlosses.
In der Altstadt ist das Künstlerhaus Lauenburg angesiedelt, eine Internationale Stipendiatenstätte des Landes Schleswig-Holstein unter der Schirmherrschaft des Kultusministeriums. In den letzten 26 Jahren konnten etwa 120 Stipendien vergeben werden. Dem Künstlerhaus angeschlossen ist die Stadtgalerie Lauenburg im Hagenström, in der die Werkgaben der Stipendiaten ausgestellt bzw. zu lesen und zu hören sind.
In der Lauenburger Altstadt haben auch zahlreiche Künstler und Kunsthandwerker ihre Ateliers oder Ausstellungsräume wie Alexander Rantzau (Galerie Mex4art), Susanna Anthöfer, Fritz Schade oder Christian Kleinfeld.

### Museen
Das Elbschifffahrtsmuseum widmet sich in einem historischen Gebäude der Lauenburger Unterstadt der Schifffahrt von oberhalb von Hamburg bis nach Böhmen.
Der Raddampfer Kaiser Wilhelm, gebaut in Dresden 1899/1900, gehört zu den letzten kohlebefeuerten in Deutschland. Unterhalten und betrieben wird er in ehrenamtlicher Arbeit vom Verein zur Förderung des Lauenburger Elbschiffahrtmuseums e. V.
Das höchste Wahrzeichen der Stadt ist das Mühlenmuseum Lauenburger Mühle von 1871/1873, eine Holländer-Galerie-Mühle. Von ihr hat man einen guten Überblick auf die Stadt sowie Mecklenburg und Niedersachsen. Die Herstellung von Mehl aus Korn wird hier veranschaulicht.

### Sport
Der größte Sportverein in Lauenburg ist die Lauenburger Sportvereinigung mit den Sportarten Badminton, Fußball, Handball, Schach, Turnen, Tischtennis und Spielmannszug. Die bekannteste, und auch ligatechnisch höchstplatzierte Mannschaft, ist die 1. Damen im Handball, die unter dem Namen Elbdiven in der Handball-Oberliga Schleswig-Holstein spielt.
Die seit 1921 bestehende Ruder-Gesellschaft Lauenburg e. V. konnte in den 1960er Jahren Deutsche-, Europa- und Weltmeister stellen, sowie je eine olympische Gold- und Silbermedaille. Jüngst konnte ein Lauenburger im Schleswig-Holstein-Vierer Deutscher Juniorenmeister werden.

### Friedhöfe
- Am westlichen Ortsrand in einem Gehölz an der Bundesstraße 5 befindet sich eine Kriegsgräberstätte mit Gefallenen des Zweiten Weltkriegs.
- Der Friedhof Lauenburg an der Kreuzung zwischen B 5 und B 209 ist parkartig angelegt und wird von der Evangelischen Kirchengemeinde Lauenburg unterhalten.

### Kunst im öffentlichen Raum

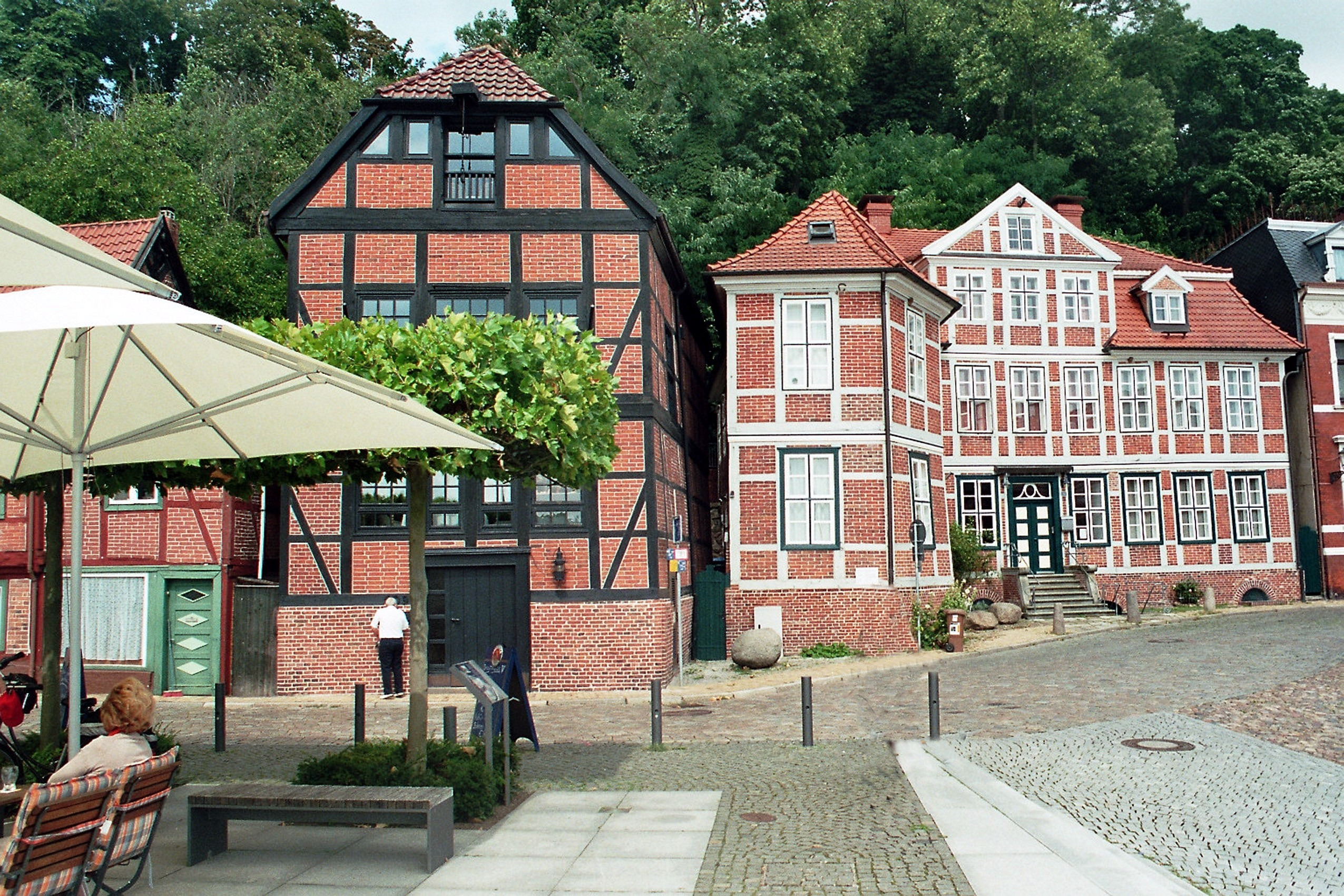
Ruferplatz (Elbstraße)

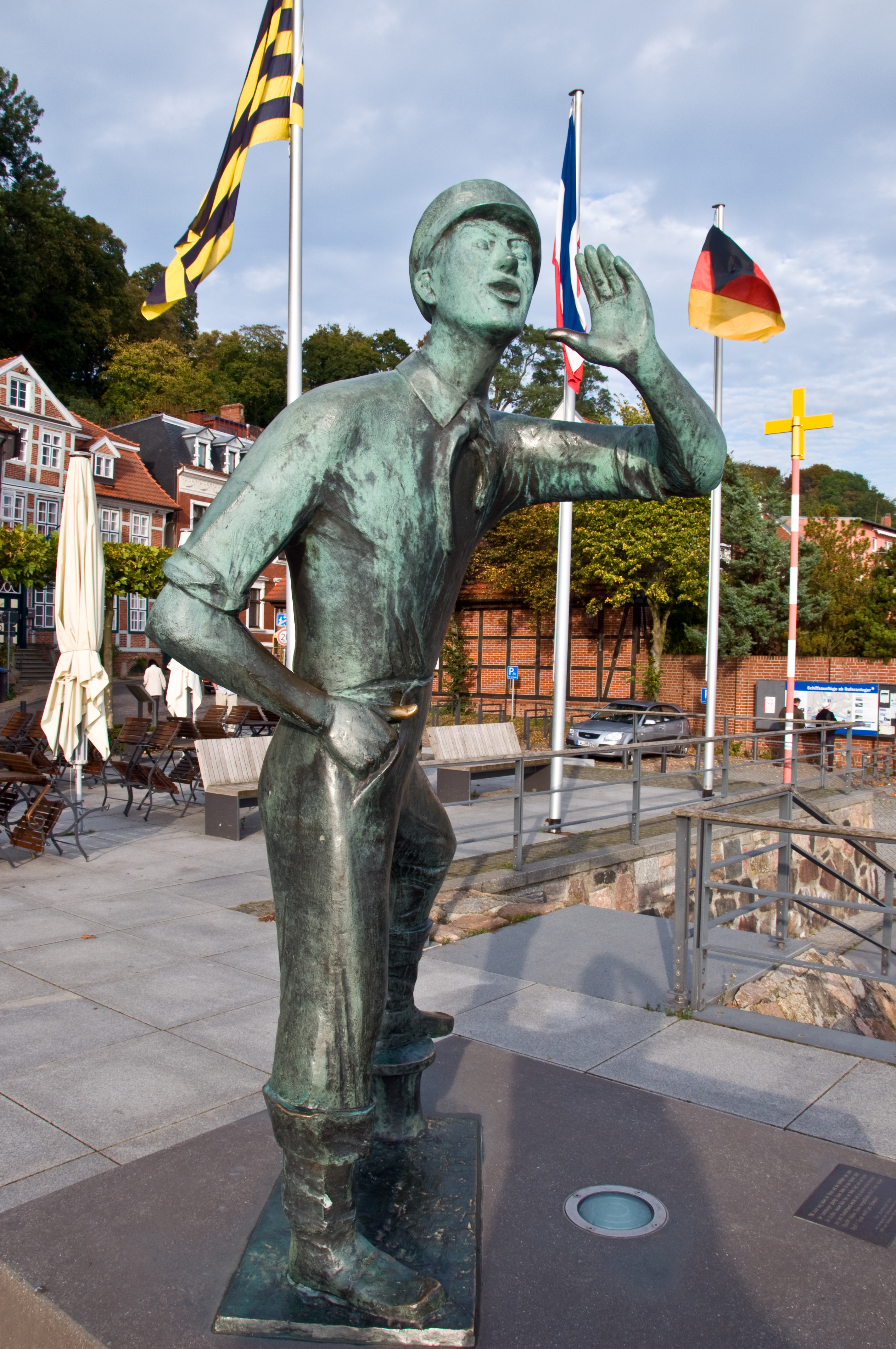
Der Rufer von Karlheinz Goedtke

Lauenburg verfügt über einen reichen Bestand an Kunst im öffentlichen Raum. Ein Dutzend zum Teil großformatige Arbeiten vorwiegend von norddeutschen Künstlern des 20. Jahrhunderts aus Metall, Stein oder Keramik sind über das gesamte Stadtgebiet verteilt. Besondere Bedeutung kommt dabei den Werken des Bildhauers und Plastikers Karlheinz Goedtke zu. Sein für die Stadt signifikantestes Werk, das zu den Wahrzeichen Lauenburgs gezählt wird, ist die Bronzefigur Der Rufer auf dem Ruferplatz in der Elbstrasse. Diese wurde 1959 geschaffen und aufgestellt. Weitere Bronze-Plastiken dieses Künstlers stehen auf dem Platz vor der Post am Büchener Weg Die Wartenden (1967), vor der Jugendherberge die Figur Hans im Glück (1953) und vor der Albinus-Gemeinschaftsschule die Gruppe Völkerverständigung (1964). Sie stellt symbolisch die Erdteile Europa, Asien, Afrika, Australien und Amerika dar. Außerdem befindet sich in der Stadt- und Schulbücherei am Weingarten ein farbiges Keramikrelief mit Bronzefigur des Künstlers, das ursprünglich 1959 für die Fassade der Weingartenschule geschaffen wurde.
Der Elmshorner Maler und Skulpteur Walter Arno ist in Lauenburg mit dem Metall-Relief Geblähtes Segel (1986) vertreten, das auf dem Gelände des Wasser- und Schifffahrtsamtes steht.
Vor dem Amtshaus auf dem Schlossberg befindet sich am Askanierblick die Bronzeplastik Ich bin (1995) von Edith Breckwoldt.
Neben dem Eingang zur Jugendherberge in der Zündholzfabrik steht die Skulptur Die Streichhölzer, die in den 1990er Jahren von Stipendiaten des Künstlerhauses im Auftrag der Friedrich-Naumann-Stiftung geschaffen wurde.
Auf dem Lösch- und Ladeplatz des Hafens steht die Großplastik Graniticum XV des Büchener Künstlers Ludwig Vöpel in Form einer Stahl-Pyramide, die auf ihrer Spitze einen Granitfindling trägt. Der Untertitel der Skulptur lautet Alter Schwede in Lauenburg, eine Anspielung auf die Herkunft des 56 Zentner schweren Findlings. Der Künstler sieht in der Kombination der Materialien Stahl und Granit ein „Symbol für Zeit und Ewigkeit“.
Am Eingang zur Alten Wache befindet sich der Lauenburger Löwenbrunnen mit der Replik einer Löwenstatue, die um 1600 entstand. Der Löwe trägt das Wappen der Herzogin Maria, Ehefrau des lauenburgischen Herzogs Franz II. (1581–1619). Sie soll früher am Westtor der Stadt angebracht gewesen sein, das 1823 abgerissen wurde. Nach anderen Quellen stammt die Löwenstatue vom Askanierschloss. Nachdem das Original 2009 einem Akt von Vandalismus zum Opfer gefallen war, wurde es restauriert und steht seitdem im Lapidarium des Schlossturms, während sich am Brunnen eine originalgetreue Replik befindet.

### Interglaziales Torflager
Aus dem Ende der letzten Zwischeneiszeit hat sich am Oberstleutnantsweg am Elbkamp ein Torflager aus der Eem-Warmzeit erhalten.

## Wirtschaft

### Ansässige Unternehmen
- Hitzler-Werft
- MEWA Textil-Service
- Wasserstraßen- und Schifffahrtsamt (WSA)
- Smurfit Kappa Wellpappe Nord GmbH Werk Lauenburg

### Bildung
In Lauenburg gibt es eine Gemeinschaftsschule mit Förderschulzentrum und einer zum Abitur führenden Oberstufe, eine Grundschule und eine Fachschule für Altenpflege.

### Verkehr

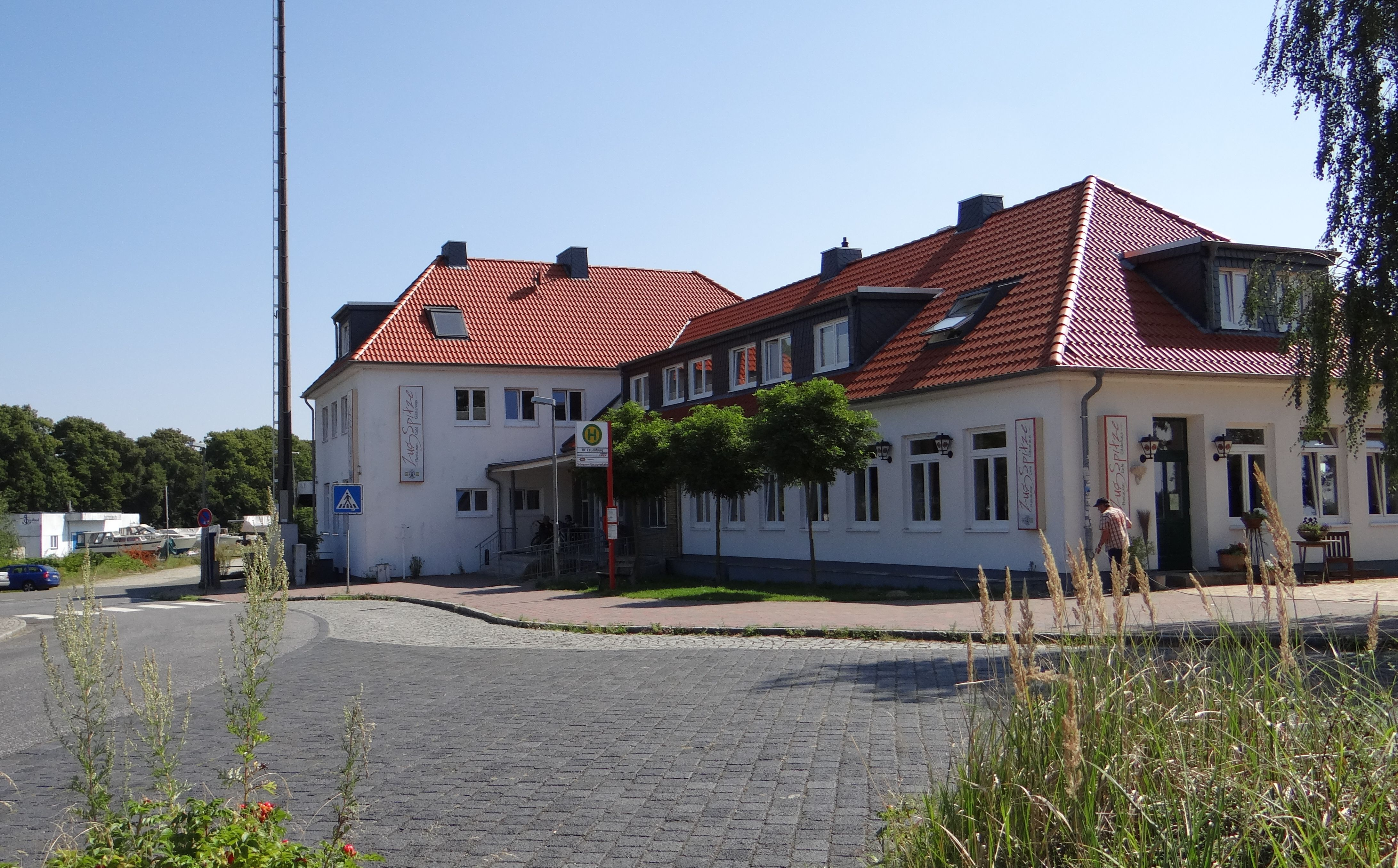
Bahnhof von Lauenburg

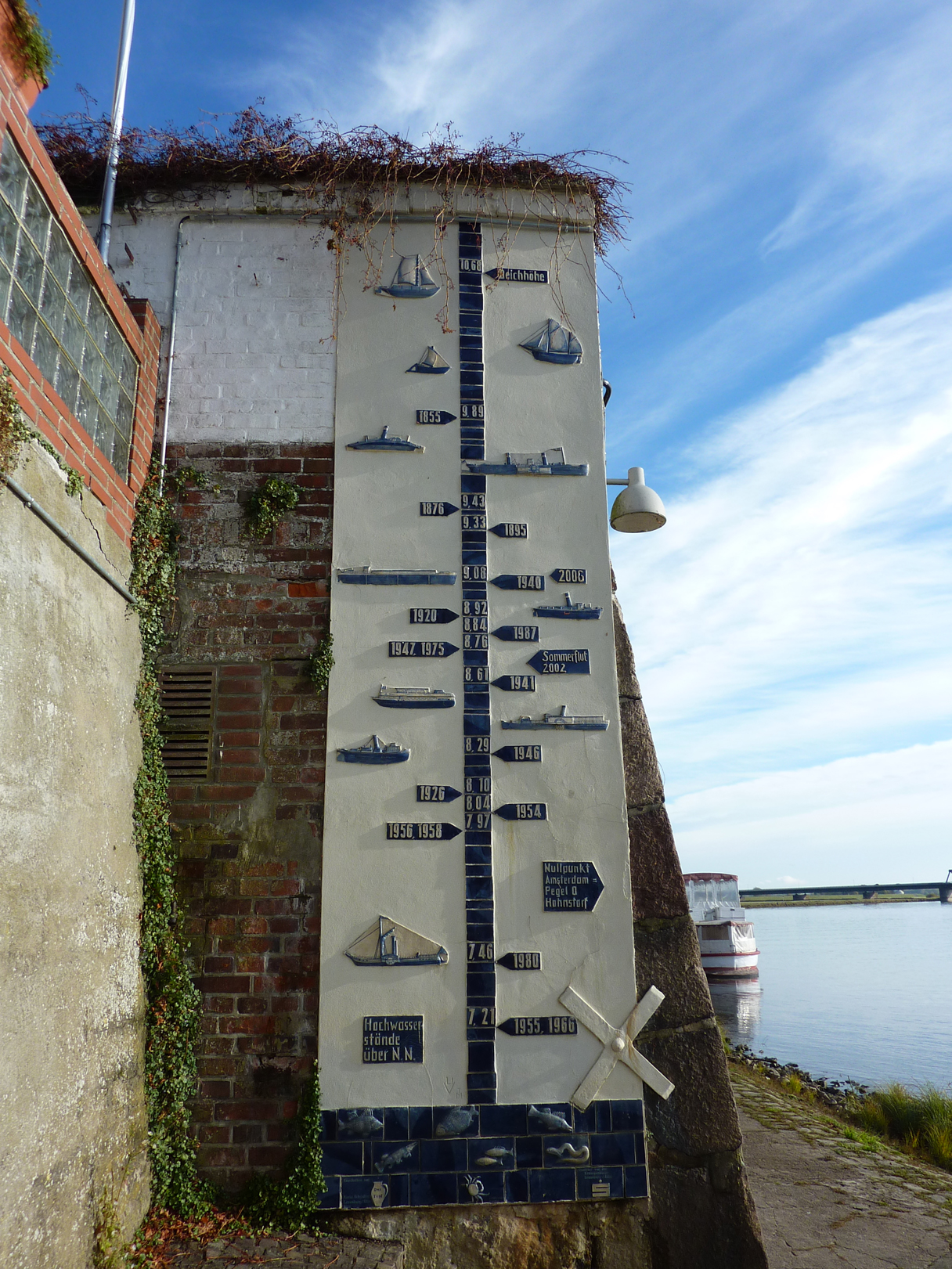
Hochwassermarken in Lauenburg

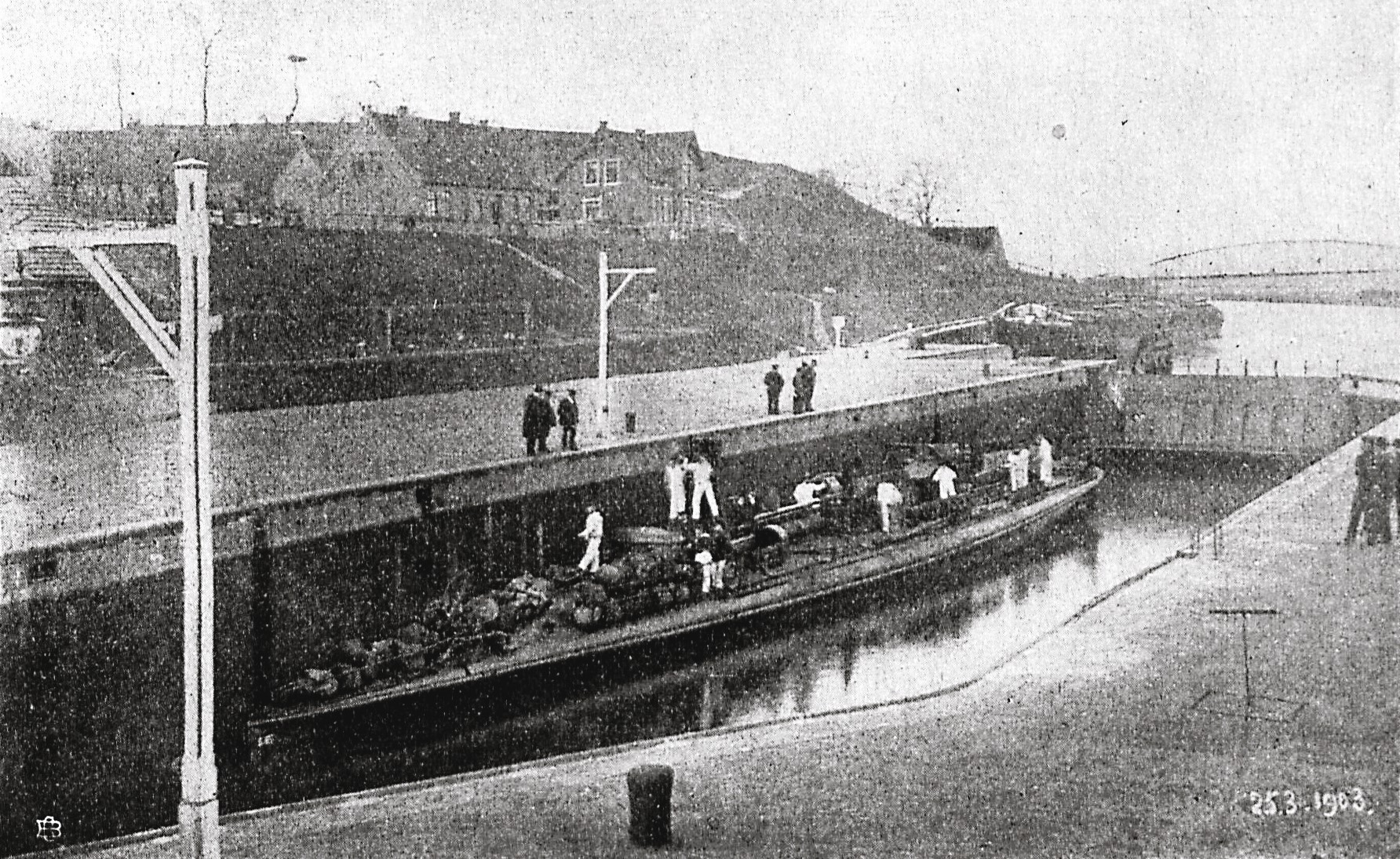
Erstes Kriegsschiff auf dem Elbe-Trave-Kanal

Über die am südöstlichen Ortsrand gelegene Elbbrücke Lauenburg verlaufen die Bundesstraße 209 und die Bahnstrecke Lübeck–Lüneburg, an der Lauenburg einen Bahnhof hat. Wegen des schlechten Zustands der Brücke wird sie für den Schienenverkehr ertüchtigt, während der Bau einer neuen Elbquerung für die B 209 geplant wird.
Die in Ost-West-Richtung geführte Bundesstraße 5, die mitten durch den Ort verläuft, sorgt für einen stetigen Fluss an Lkw, die das Ortszentrum durchqueren. Zur Vermeidung der damit verbundenen Lärmbelästigung und Umweltverschmutzung ist seit vielen Jahren eine Umgehungsstraße geplant. Mit der Umsetzung des Vorhabens wurde jedoch bisher (Stand 2021) nicht begonnen, da die Umgehungsstraße im Bundesverkehrswegeplan 2003 nicht als vordringlicher Bedarf eingestuft war und noch keine Entscheidung über die Linienführung getroffen wurde. Im Bundesverkehrswegeplan 2030 sind Ortsumgehungen für die B 5 und die B 209 als vordringlicher Bedarf eingestuft.
Linienbusse der VHH verbinden Lauenburg via Geesthacht mit Bergedorf und Hamburg innerhalb des Hamburger Verkehrsverbundes (HVV). Von Oktober 2019 bis November 2021 verkehrte ein automatisch fahrender Kleinbus unter dem Namen „TaBuLa Shuttle“ als Testbetrieb in Lauenburg. Das Angebot war ein Forschungsprojekt der Technischen Universität Hamburg und des Kreises Herzogtum Lauenburg in Zusammenarbeit mit der VHH.
Lauenburg liegt an einem Wasserstraßenkreuz. Die Elbe verbindet die Nordsee und Hamburg mit den Ballungszentren Berlin, Magdeburg, Leipzig/Halle, Dresden, Prag. Der direkt im Stadtgebiet von der Elbe abzweigende Elbe-Lübeck-Kanal verbindet auf 62 km Länge die Elbe mit der Ostsee und dem Lübecker Hafen. Am Beginn des Kanals liegt gleich hinter der neuen, für die modernen Binnenschiffe ausgelegten Schleuse, der Hafen Horster Damm sowie direkt an der Einmündung in die Elbe die Hitzler-Werft, eine regional wichtige Neubau- und Reparaturwerft. Drei Kilometer elbabwärts mündet der Elbe-Seitenkanal, der die Elbe mit den westdeutschen Kanälen und wasserstandsunabhängig mit Berlin verbindet.

## Lauenburg in der Literatur
Die Schriftstellerin Doris Runge schrieb während ihrer Stipendiaten-Zeit 1987/88 mehrere Gedichte über die Stadt und die Elbe. Hier ist das bekannteste:
lauenburg/elbe

der tag geht

verliert den strom

aus elbgrauenaugen

friedliches bild

wenn die stadt

mit durchtrennten

adern verblutet

zurückfällt in

tausendjährigen

schlaf
Der Hamburger Schriftsteller Carsten Klook, der 2009 ein halbes Jahr als Stipendiat im Künstlerhaus Lauenburg lebte und arbeitete, schrieb hier den Roman Stadt unter. Lauenburg dient darin als Kulisse für eine Krimihandlung.
In seinen 2013 erschienenen Lebenserinnerungen Papa, wo kommst Du her? schildert der Lauenburger Fotograf, ehemalige CDU-Kommunalpolitiker und Lokaljournalist Horst Borutta seine Kriegsflucht als Jugendlicher von Masuren nach Lauenburg und widmet dem Leben in der Schifferstadt Ende der 1950er Jahre ein Kapitel.
Der deutsche Autor Uwe Friesel schrieb 1983 einen Krimi mit dem Titel Lauenburg-Connection, in dem es um Drogenschmuggel über die Oberelbe bei Lauenburg nach Berlin geht.
Die ehemalige Literaturstipendiatin des Künstlerhauses Lauenburg Regine Kress-Fricke hat Erzählungen und Gedichte über Lauenburg geschrieben, die 2012 in Ticken im eigenen Rhythmus im Pop Verlag (Ludwigsburg) erschienen sind.

## Lauenburg im Film
Im Jahr 2009 drehten die beiden Berliner Filmemacher David Betge und Urs Kind in Lauenburg den 50-minütigen Dokumentarfilm Aber der Rest ist schön hier, der im Januar 2010 in der Lauenburger Osterwold-Halle uraufgeführt wurde. Der Film wurde durch das Programm Stärken vor Ort des Europäischen Sozialfonds gefördert.
Im Original-1960er-Jahre-Ambiente des Hotels Bellevue wurden 2012 einige Szenen für den Kinofilm Banklady von Christian Alvart mit Nadeshda Brennicke und Charly Hübner in den Hauptrollen gedreht. Die Hamburger Regisseurin und Autorin Claire Walka, Stipendiatin des Künstlerhauses Lauenburg 2010, drehte über das Hotel Bellevue einen Dokumentarfilm, der im Oktober 2014 bei den Nordischen Filmtagen in Kiel uraufgeführt wurde.
Der TV-Zweiteiler Die Sturmflut aus dem Jahr 2006, der die Geschichte der Hamburger Sturmflut vom 16. Februar 1962 erzählt, wurde zum Teil in Lauenburg gedreht, u. a. in der Gaststätte und Pension Zum Anker am Hafen, wo sich ein Hafen-Ambiente der 1960er Jahre erhalten hat, das es so in Hamburg nicht mehr gibt.
Im Jahr 1968 drehte Wolfdietrich Schnurre in Lauenburg eine Fernsehverfilmung der Novelle Pole Poppenspäler von Theodor Storm u. a. mit Walter Richter, Gerda Gmelin, Bruno Vahl-Berg und Joachim Wolff.
Für den deutschen Stummfilm Nosferatu – Eine Symphonie des Grauens (1922) von Friedrich Wilhelm Murnau wurden in der Altstadt von Lauenburg einige Außenaufnahmen am Elbufer gedreht.

## Persönlichkeiten

### Ehemaliger Ehrenbürger
- 1895 Otto von Bismarck, Reichskanzler

### Söhne und Töchter der Stadt
- Dorothea von Sachsen-Lauenburg (1511–1571), Königin von Dänemark und Norwegen
- August Pfeiffer (1640–1698), luth. Theologe, Orientalist, Erbauungsschriftsteller und Superintendent der Stadt Lübeck
- Ernst Christoph Hochmann von Hochenau (1670–1721), mystischer Pietist
- Johann Winckelmann, Bürgermeister in Lauenburg um 1725
- Jürgen Christian Findorff (1720–1792), Moorkolonisator
- Johann Dietrich Findorff (1722–1772), Hofmaler und Grafiker der mecklenburgischen Herzöge
- Karl Ludwig Harding (1765–1834), Astronom
- Eberhard Berenberg (1776–1844), Buchdruckerei-Besitzer
- Christian Ludwig Ludolph Carl Hornbostel (1796–1855), Jurist und Abgeordneter
- Carl Erxleben (Politiker, 1814) (1814–1884), Finanzminister Königreich Hannover und Reichstagsabgeordneter
- Johannes Diermissen (1823–1893), niederdeutscher Autor und Volkskundler
- Heinrich von Moltke (1854–1922), Vizeadmiral
- Rudolf Chrysander (1865–1950), Mediziner
- Franz Mützelfeldt (1866–1938), Gründer der Mützelfeldtwerft
- Gustav Burmester (1904–1995), Architekt
- Jürgen Plagemann (* 1936), Welt- und Europameister, Olympiazweiter 1964 im Rudern (mit dem „Adam-Achter“)
- Edith Breckwoldt (1937–2013), Bildhauerin und Tochter des Lauenburger Binnentankschiffgroßreeders Christoph Burmester
- Dirk Schreyer (* 1944), Welt- und Europameister, Olympiasieger 1968 im Rudern (mit dem „Adam-Achter“)
- Georgia Langhans (* 1947), Politikerin und Mitglied des Niedersächsischen Landtags
- Birgit Küstner (* 1950), Politikerin (SPD) und ehemaliges Mitglied des Landtags Schleswig-Holsteins
- Christel Hildebrandt (* 1952), Übersetzerin
- Claudia Schröder (* 1953), Filmproduzentin
- Norbert Brackmann (* 1954), Politiker (CDU) und Mitglied des Deutschen Bundestages
- Uwe Bahn (* 1958), Moderator, Fotograf und Autor
- Manfred Krafft (* 1963), Betriebswirtschaftler und Hochschullehrer
- Felix Lorenz (* 1967), Biologe
- Mikkel Robrahn (* 1991), Autor und Podcaster

### Sonstige Persönlichkeiten
- Franz II. von Sachsen Lauenburg, Herzog von Sachsen-Lauenburg (1547–1619), starb hier
- Hector von Mithoff (1561–1647), Hofpfalzgraf, Rat des Franz II. und anderer Herzöge, starb hier
- Maria von Braunschweig-Wolfenbüttel, Herzogin von Sachsen-Lauenburg (1566–1626), starb hier
- Georg August Hagemann (1728–1793), Amtmann in Lauenburg
- Georg Rudolf Christian Chappuzeau (1769–1817), Amtmann in Lauenburg
- Christian Friedrich Ludwig Albinus (1771–1837), Zollbeamter, Justizrat, Mäzen und Philanthrop, gründete eine Spar- und Leihe-Casse im Herzogtum Lauenburg sowie eine Gewerbe- und Realschule.
- Heinrich Burmester (1839–1889), niederdeutscher Schriftsteller. Lebte in den 1880er Jahren bis zu seinem Freitod in Lauenburg als Filzpantoffelmacher.
- Max Bergbohm (1889–1965), deutscher Jurist und Ministerialbeamter, nach dem Zweiten Weltkrieg Erster Stadtrat und stellvertretender Bürgermeister Lauenburgs
- Wilfried Baasner (1940–2006), deutscher Schauspieler, verbrachte Kindheit und Jugend in Lauenburg.
- Julius Hackethal (1921–1997) arbeitete von 1965 bis 1974 im Städtischen Krankenhaus Lauenburg.